# 718

718(칠백십팔)은 717보다 크고 719보다 작은 자연수다.

## 수학
- 합성수로, 그 약수는 1, 2, 359, 718이다. 진약수의 합은 362이므로, 718은 부족수다.
  - 218번째 반소수다. 앞의 반소수는 717, 다음 반소수는 721이다.
- 58번째 불가촉수다. 앞의 불가촉수는 714, 다음은 726이다.

## 과학
- NGC 718(독일어판, 프랑스어판): 물고기자리 방향에 있는 중간나선은하.
- 718 에리다(영어판): 소행성.

## 교통

### 철도
- 서울 지하철 7호선 먹골역의 역번호.

### 도로
- 718번 지방도: 전북특별자치도 군산시 회현면에서 익산시 망성면까지 이어지는 대한민국의 지방도.
- 현도 제718호선

## 군사
- 718 해군 항공대(영어판): 과거 존재한 영국의 해군 항공대.
- U-718(영어판): 제2차 세계 대전에 사용된 나치 독일의 군용 잠수함.

## 문화유산
- 대한민국의 보물 제718호: 전주이씨 고림군파 종중 문서 일괄

## 작품
- 《718(영어판)》: 시어도어 유닛(영어판)의 정규 음반. (2004년 8월 3일 출시)

## 기타
- 날짜: 7월 18일
- 연도: 718년, 기원전 718년